# Patissa melanostigma
Patissa melanostigma là một loài bướm đêm trong họ Crambidae.